# Cegłów (gromada w powiecie grodziskomazowieckim)
Cegłów (do 30 XII 1961 Gole) – dawna gromada, czyli najmniejsza jednostka podziału terytorialnego Polskiej Rzeczypospolitej Ludowej w latach 1954–1972.
Gromady, z gromadzkimi radami narodowymi (GRN) jako organami władzy najniższego stopnia na wsi, funkcjonowały od reformy reorganizującej administrację wiejską przeprowadzonej jesienią 1954 do momentu ich zniesienia z dniem 1 stycznia 1973, tym samym wypierając organizację gminną w latach 1954–1972.
Gromadę Cegłów z siedzibą GRN w Cegłowie utworzono 31 grudnia 1961 w powiecie grodziskomazowieckim w woj. warszawskim w związku z przeniesieniem siedziby GRN gromady Gole z Goli do Cegłowa i zmianą nazwy jednostki na gromada Cegłów; równocześnie, do nowo utworzonej gromady Cegłów włączono wsie Basin, Izdebno Kościelne, Karolina, Nowe Izdebno i Zabłotnia ze zniesionej gromady Izdebno Nowe w tymże powiecie.
Gromada przetrwała do końca 1972 roku, czyli do kolejnej reformy gminnej.